# 13-та гвардійська винищувальна авіаційна дивізія (СРСР)
13-та гвардійська винищувальна Полтавсько-Олександрійська Червонопрапорна ордена Кутузова авіаційна дивізія — авіаційна дивізія, авіаційне з'єднання ВПС РСЧА в часи Німецько-радянської війни.

## Історія з'єднання
Дивізія сформована в травні 1942 року як 294-та винищувальна авіаційна дивізія. В діючій армії з 13 березня 1943 року. Входила до складу 4-го винищувального авіакорпусу (з 02.07.1944 — 3-й гвардійський). До початку грудня 1943 року діяла на Воронезькому фронті.
З'єднання відзначилося в боях за визволення Полтави. В ознаменування звільнення Полтави наказом Верховного головнокомандувача від 23 вересня 1943 року № 22 294-та винищувальна авіадивізія удостоєна почесного найменування «Полтавська».
На початку жовтня 1943 року з розширенням плацдарму на правому березі Дніпра управління дивізії було перекинуто до П'ятихаток. В кінці жовтня 1943 року за бойові заслуги у боях за Дніпро дивізії було присвоєно почесне найменування «Олександрійська».
В період з 9 грудня 1943 року по 2 лютого 1944 року знаходилася в резерві Ставки ВГК.
2 липня 1944 року Наказом НКО СРСР № 0178 за бойові заслуги в боях за визволення південно-західної України 294-та винищувальна авіадивізія була перейменована у 13-ту гвардійську винищувальну авіаційну дивізію.
Брала участь у Будапештській операції. Указом Президії Верховної Ради СРСР від 29 вересня 1944 рорку за зразкове виконання бойових завдань командування в боях за оволодіння містами Римніку-Серат і Фокшани та проявлені при цьому доблесть і мужність дивізія була нагороджена орденом Кутузова II ступеня, а у лютому 1945 року за зразкове виконання завдань командування в боях при оволодінні Будапештом дивізія була нагороджена орденом Червоного Прапора.
Війну дивізія закінчила 11 травня 1945 року.

## Бойовий склад
- 515-й винищувальний авіаполк (липень 1943 — лютий 1944),
- 6-й (149-й гвардійський) винищувальний авіаполк,
- 183-й (150-й гвардійський) винищувальний авіаполк,
- 427-й (151-й гвардійський) винищувальний авіаполк.

## Командири дивізії
- підполковник Сухорябов Володимир Вікентійович (26.05.1942 — 27.07.1943, з 18.03.1943 — полковник),
- підполковник Тараненко Іван Андрійович (28.07.1943 — 11.05.1945, з 04.02.1944 — полковник).